# Île Seguin
Die Île Seguin ist eine Binneninsel in der Seine zwischen den Gemeinden Boulogne-Billancourt im Norden und Sèvres sowie Meudon im Süden.
Die Insel hat eine Fläche von ungefähr 11,5 Hektar, ist circa 1 Kilometer lang und misst 160 Meter an der breitesten Stelle. Sie befindet sich neben der Île Saint-Germain. Im Norden ist sie durch die 1928 errichtete Pont Daydé sowie durch die von Marc Barani entworfene Pont Renault mit dem Zentrum von Boulogne-Billancourt verbunden. In Richtung Süden gibt es eine Fußgängerbrücke nach Sèvres.

## Geschichte
Vor dem 17. Jahrhundert war die Île Seguin im Besitz der Abtei St-Victor und wurde von Pächtern bewirtschaftet. Als Ende des 17. Jahrhunderts das Schloss Versailles errichtet wurde, gewann die Insel an Bedeutung. 1747 erwarb ein Enkel von Ludwig XV. für seine Töchter die Insel, die damals den Namen Île de Sève trug. Infolgedessen wurde die Insel in Île Madame umbenannt. In den Jahren vor der Französischen Revolution befand sich auf der Insel eine private Wäscherei.
Nach der Revolution gingen sowohl die Insel als auch die dort ansässige Wäscherei in staatlichen Besitz über. 1794 wurde die Insel von Armand-Jean-François Seguin, dem sie ihren heutigen Namen verdankt, erworben. Seguin errichtete auf der Insel eine Lederfabrik. Auch die Wäscherei war weiterhin auf der Insel angesiedelt. Ende des 19. Jahrhunderts wurde die Île Seguin zudem vermehrt zu einem beliebten Freizeitziel für Bootfahren, Angeln oder Tontaubenschießen. Im Rahmen der Olympischen Sommerspiele 1900 in Paris fand auf der Île Seguin der Trap-Schießwettkampf statt.

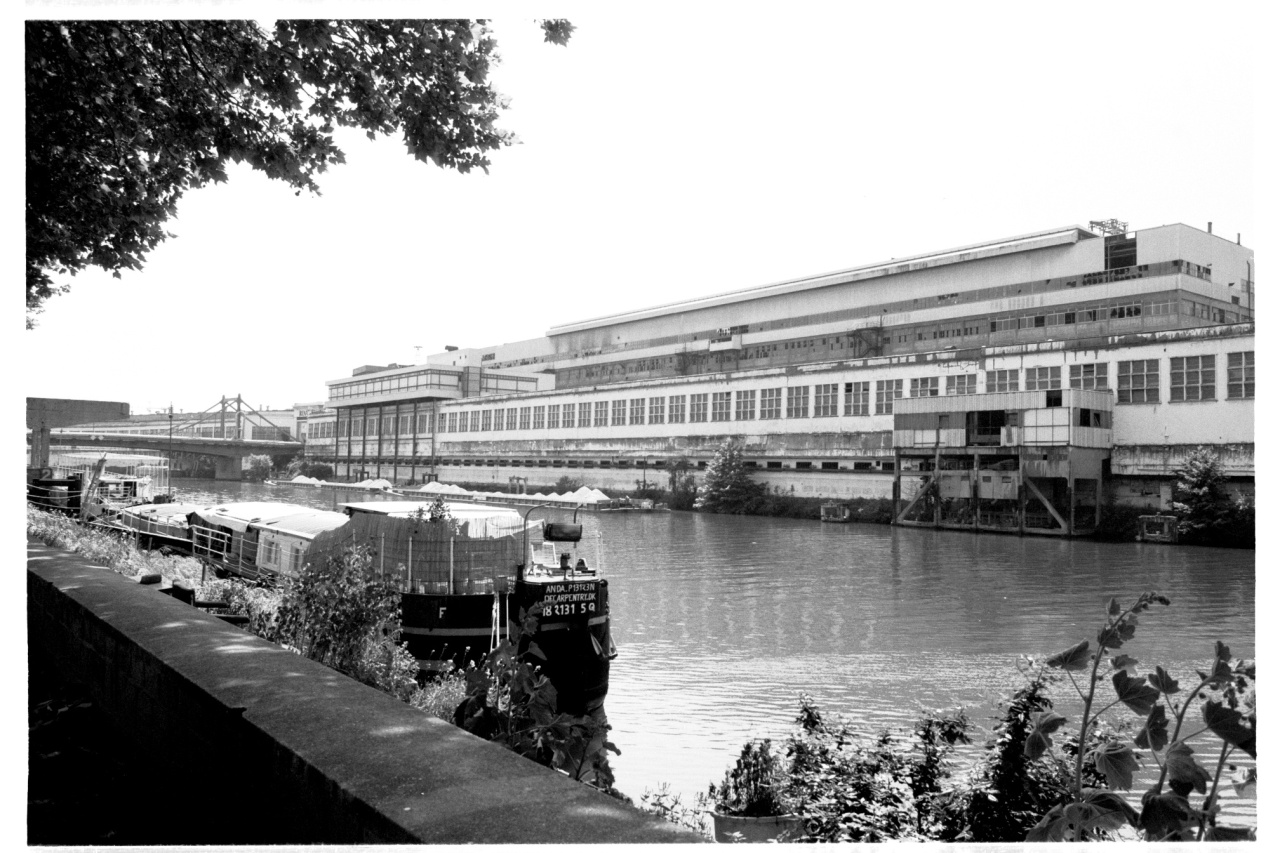
Das Renaultwerk auf der Île Seguin (1929–2004)

1919 erwarb Louis Renault die Insel und bezog sie in das am Ufer gelegene Werk von Renault in Boulogne-Billancourt ein, die beiden Werksteile waren durch eine Brücke verbunden. Auch auf der anderen Flussseite, in Meudon, hatte Renault Flächen, diese waren über die Pont Seibert mit der Insel verbunden. 1929 wurde ein großer fünfgeschossiger Block, eine Ikone der Industriearchitektur von 225 Meter Länge, mit der Chassis- und Karosseriefertigung, Lackiererei und Polsterei errichtet. Die Insel war von einer überdachten Teststrecke für fertiggestellte Autos umgeben. Die Fabrik wurde auch zum Symbol des Kampfes der französischen Arbeiter. 1936 wurde sie von Unterstützern der Volksfront besetzt, 1968 sprach vor ihrem Tor Jean-Paul Sartre zu den Arbeitern. 1992 traf sein Cousin Louis Schweitzer, der Renault-Vorstandsvorsitzende, den Beschluss zur Schließung der Fabrik. Am 29. März 2004 begannen die Abrissarbeiten des Fabrikgeländes, die am 8. März 2005 abgeschlossen wurden. Der Unternehmer François Pinault zog seinen Plan, auf der Insel ein Museum für seine Gemäldesammlung durch den japanischen Architekten Tadao Ando bauen zu lassen, wegen langwieriger bürokratischer Hindernisse zurück. 2009 wurde der Architekt Jean Nouvel beauftragt, auf der Insel ein kulturelles Zentrum zu entwerfen. Von 2014 bis April 2017 erfolgte der Bau des La Seine Musicale.